# Talitu (Aldeia)
Talitu (Talito) ist eine osttimoresische Aldeia im Suco Talitu (Verwaltungsamt Laulara, Gemeinde Aileu). 2015 lebten in der Aldeia 403 Menschen.

## Geographie und Einrichtungen
Die Aldeia Talitu liegt im Norden des Sucos Talitu. Westlich befindet sich die Aldeia Quelae, südlich die Aldeia Fatuc-Hun und nordöstlich die Aldeia Casmantutu. Im Südosten grenzt die Aldeia Talitu an die Sucos Aissirimou (Verwaltungsamt Aileu) und Acumau (Verwaltungsamt Remexio) und im Nordosten und Nordwesten an die Gemeinde Dili mit seinen Sucos Balibar, Becora und Ailok (Verwaltungsamt Cristo Rei). Der Bemos, ein Quellfluss des Rio Comoro, fließt entlang der Grenze zu Fatuc-Hun.
Die Überlandstraße von Aileu im Süden nach Dili im Norden verläuft durch die Aldeia Talitu. An ihr liegen die Orte Talitu, Kutole und Malimau Ulun. An einer Abzweigung nach Casamantutu liegen die Siedlungen Maulefa und Talitu Lama.
Im Ort Talitu befindet sich die Kapelle São Francisco Xavier.

## Politik
Bei den Kommunalwahlen in Osttimor 2009 wurde João Mesquita de Deus zum Chefe de Aldeia gewählt. Die nächsten Wahlen fanden 2016 und 2023 statt.